# Скрипица (село)
Скрипица (укр. Скрипи́ця) — село в Головненской поселковой общине Ковельского района Волынской области Украины.
До 2020 года входило в Любомльский район.
Код КОАТУУ — 0723355303. Население по переписи 2001 года составляет 226 человек. Почтовый индекс — 44323. Телефонный код — 3377. Занимает площадь 1,23 км².